# Rinculo

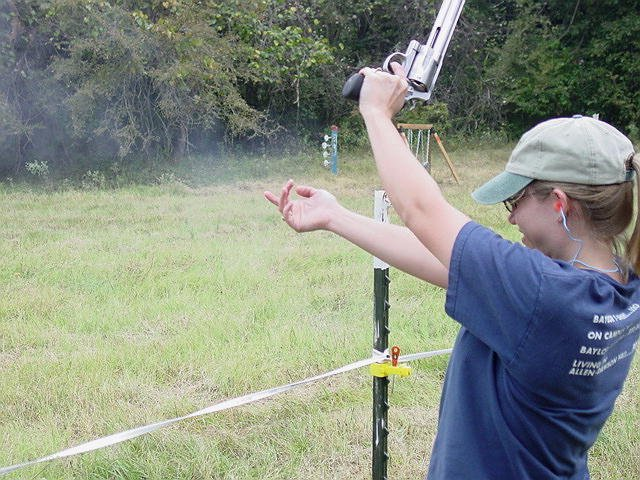
Esempio di rinculo mentre una ragazza spara con una pistola Smith & Wesson Model 500

Rinculo indica il movimento compiuto da un'arma nel momento in cui viene scagliato un proiettile. Esso viene generalmente associato alle armi da fuoco, ma tale concetto può essere applicato in generale anche alle armi da lancio e alle armi ad aria compressa, che però hanno un meccanismo di lancio meno istantaneo, e quindi generano forze meno rilevanti.

## Principi fisici
Esso è diretta conseguenza del terzo principio della dinamica secondo il quale ad ogni azione ne corrisponde una uguale e contraria.
Nel caso specifico dell'arma la pressione dei gas spinge il proiettile verso la volata. Il risultato dell'azione di spingere una massa è una spinta eguale e contraria sulla culatta dell'arma, che si scarica quindi sull'affusto e su un contrasto appositamente disposto (come la spalla del tiratore o, per mezzo di un vomere nel caso di un pezzo d'artiglieria, il terreno).
Da notare il fatto che per la legge di conservazione della quantità di moto l'energia del proiettile alla bocca è molto maggiore dell'energia totale del rinculo. Infatti l'energia cinetica è direttamente proporzionale alla massa e al quadrato della velocità. Quindi mentre il proiettile possiede una massa relativamente modesta e acquista una velocità e un'energia considerevoli, l'arma, che ha una massa nell'ordine delle decine o centinaia di volte superiore ad esso, acquista una velocità ridotta, e un'energia che è tanto minore di quella del proiettile quanto maggiore è la sua massa. Il suo impulso, invece, è grande ed è quindi quasi impossibile fermarlo di botto, tanto che i cannoni in genere vengono lasciati rinculare liberamente per poi essere fermati gradualmente.
In alcune armi automatiche e semi-automatiche parte dell'energia del rinculo è utilizzata per spingere indietro il bossolo della cartuccia appena sparata e con esso l'otturatore che comprime la molla di recupero. Questa, all'esaurirsi della spinta indietro, si occupa di riportare in posizione l'otturatore, caricando così la successiva cartuccia. Questo sistema, detto ad otturatore labile, fu inventato da Hiram Maxim nel 1884 e fu utilizzato per la prima volta nella mitragliatrice da lui progettata, la mitragliatrice Maxim.

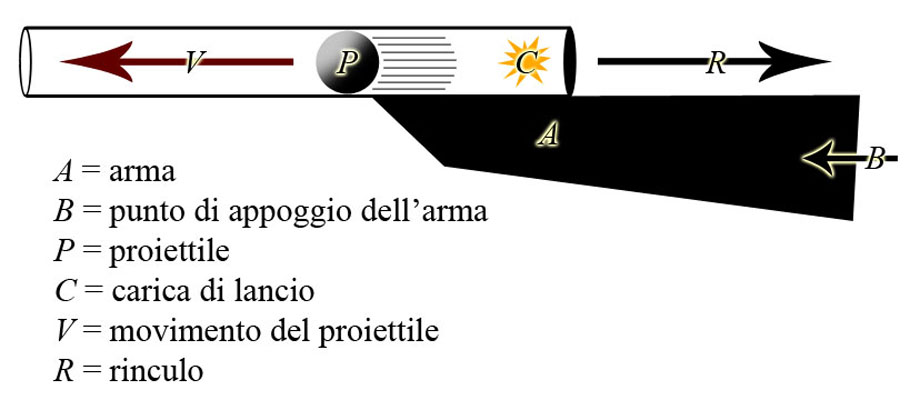
Il rinculo

## Rilevamento
Il rilevamento è provocato dal disassamento della canna rispetto al punto di appoggio stesso. Infatti se l'asse della canna passasse per il punto di appoggio, all'atto dello sparo l'unico movimento che si verificherebbe sarebbe appunto rettilineo. Poiché solitamente invece l'asse della canna passa per un punto sopraelevato rispetto al punto d'appoggio (si pensi al calcio di un fucile o ad un affusto d'artiglieria), una parte dell'energia del rinculo provoca una rotazione dell'arma attorno al punto d'appoggio, determinando un sollevamento della volata.

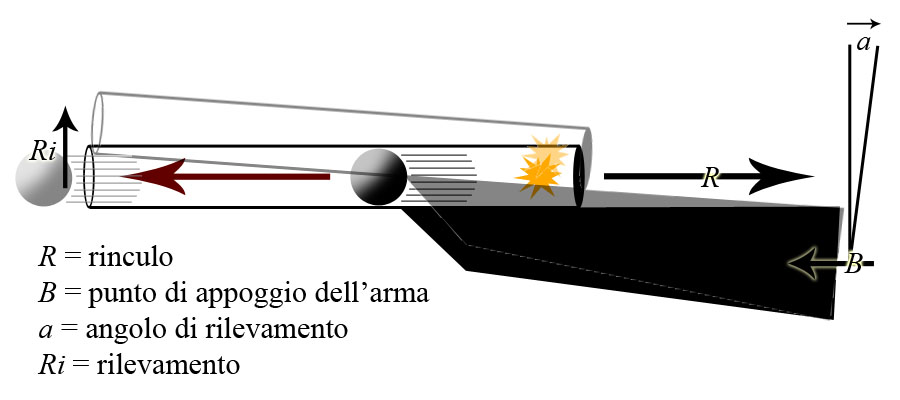
Il rilevamento

Quindi maggiore è la distanza fra l'asse della canna e il punto d'appoggio e maggiore sarà il rilevamento da contrastare, a parità di energia espressa dall'arma.
Una ragione per cui le armi portatili vengono generalmente costruite con la canna disassata rispetto al punto d'appoggio consiste nel fatto che, per mirare un bersaglio tramite tacca e mirino, è necessario allineare la pupilla quasi al piano del dorso della canna (quindi all'altezza della spalla del tiratore), manovra scomoda e difficoltosa. Oggi è possibile utilizzare organi di mira alternativi a quello tacca e mirino in molte applicazioni, rendendo possibile la costruzione di armi che minimizzano il rilevamento.
Ciò nonostante, nell'utilizzo di doppietta e sovrapposto, destinati ad un tiro istintivo e a distanze relativamente brevi, l'uso di organi di mira semplici e la maggiore maneggevolezza compensa lo svantaggio del rilevamento.
C'è inoltre da dire che usando ad esempio un'ottica, aumentando eccessivamente la distanza fra l'asse della canna e l'asse di mira dell'ottica stessa si possono ingenerare problemi di collimazione, specialmente alle brevi distanze.

## Effetti del rinculo sull'accuratezza di tiro
Il rinculo ed il rilevamento sono fenomeni che si verificano al momento in cui la forza che spinge il proiettile inizia la sua azione. Nel caso di un'arma provvista di canna, quindi, ciò accade quando il proiettile si trova ancora all'interno di essa: i gas che si sprigionano nel momento in cui la polvere inizia la sua combustione, potendosi espandere solo orizzontalmente, spingono in avanti il proiettile e all'indietro la culatta (e quindi l'arma). Naturalmente, l'azione è molto più efficace sul proiettile poiché esso pesa molto meno dell'arma. La forza di rinculo non ne influenzerà la traiettoria essendo un vettore che agisce sull'asse della canna stessa; il rilevamento invece, essendo un vettore forza applicato alla volata e diretto verso l'alto, produrrà un effetto sul moto del proiettile, anche se nella pratica non ne compromette eccessivamente la traiettoria.
Considerando ad esempio un proiettile con una velocità di 300 m/s sparato da una canna della lunghezza di 20 cm, il "tempo di canna" (il tempo impiegato dal proiettile per percorrere la canna stessa) è di 1/1.500 di secondo, pari a circa 0,67 millesimi di secondo. In questa frazione di secondo l'effetto del vettore rilevamento è minimo e la traiettoria del proiettile ne risulta alterata verso l'alto di una quantità pressoché trascurabile. Quest'effetto, però, variando con la velocità ed il peso dei proiettili, la lunghezza della canna, la conformazione dell'arma (è rilevante l'altezza dell'asse della canna rispetto all'impugnatura) ed il suo peso (e la relativa inerzia), nonché il modo con cui l'arma stessa viene impugnata, potrebbe in certi casi non essere del tutto trascurabile e le case costruttrici sono costrette a tenerne conto (su valori medi) nella taratura delle mire.
Certamente il rilevamento, pur essendo poco o pochissimo influente sulla traiettoria del proiettile, può disturbare il tiro di precisione in quanto l'arma si muove nella mano o sulla spalla: per questo motivo sono stati ideati sistemi per ridurlo al minimo, il più comune dei quali (ad esempio nei fucili usati per le gare di tiro a volo) consiste nel praticare alcuni piccoli fori (detti di compensazione) sulla parte alta della canna in prossimità della volata in modo che, allo sparo, una piccola parte dei gas di lancio fuoriesca attraverso di essi in modo che l'arma, per il terzo principio della dinamica, tenda a spostarsi verso il basso. Una corretta progettazione dell'ampiezza dei fori e della loro posizione può compensare pressoché totalmente il rilevamento.